# سكوت روث
سكوت روث (بالإنجليزية: Scott Roth)‏ مواليد 3 يونيو 1963 في كليفلاند، هو مدرب كرة سلة أمريكي ولاعب سابق. بدأ مسيرته الاحترافية في سنة 1985. تم اختياره من قبل فريق سان أنطونيو سبرز خلال الدرافت. يبلغ طوله 6 قدم 8 بوصة (2.0 م). اعتزل اللعب في 1994.

## المسيرة الاحترافية
لعب مع يوتا جاز في سنة 1988، ثم لعب مع سان أنطونيو سبرز في سنة 1989، ثم لعب مع مينيسوتا تمبر ولفز في موسم 1989–1990، ثم لعب مع ساسكي باسكونيا في الدوري الإسباني في موسم 1990–1991، ثم لعب مع نادي باناثينايكوس لكرة السلة في موسم 1991–1992، ثم لعب مع نادي ليريا لكرة السلة في الدوري الإسباني في موسم 1992–1993.

## روابط خارجية
- سكوت روث على موقع إن بي أي (الإنجليزية)
- سكوت روث على موقع سبورتس رفرنس (الإنجليزية)
- سكوت روث على موقع الدوري الإسباني لكرة السلة (الإسبانية)
- سكوت روث على موقع كلية كرة السلة في سبورتس رفرنس.كوم (الإنجليزية)
- سكوت روث على موقع ريلجم (الإنجليزية)
- سكوت روث على موقع بروبوليرز (الإنجليزية)
- سكوت روث على موقع سبورتس رفرنس (الإنجليزية)
- سكوت روث على موقع سبورتس رفرنس (الإنجليزية)